# Кузбасс-Арена
«Кузбасс-Арена» — многофункциональная арена в Кемерово. Основное назначение — проведение соревнований более чем по 20 видам спорта. Включает 50-метровый бассейн, бассейн с обратной волной для тренировок по сёрфингу и крупнейшую в Европе аэродинамическую трубу. Также в ней оборудованы зал для альпинизма и зал для настольного тенниса с 21 столом. Кузбасс-Арена строилась для проведения чемпионата мира по волейболу, который был перенесён в другую страну. Рядом находится «Ледовый дворец Кузбасс». Планируется строительство гостиницы, переходов между этими сооружениями. Это позволит объединить эти спортивные объекты в единый спортивный комплекс.
В здании также проводятся научные конференции 